# كريستيان ماتا ماتا
كريستيان ماتا ماتا (بالإنجليزية: Cristian Mata)‏ (25 فبراير 1994 بتلسا في الولايات المتحدة - ) هو لاعب كرة قدم أمريكي في مركز الهجوم. لعب مع تولسا روناكس.

## وصلات خارجية
- كريستيان ماتا ماتا على موقع قاعدة بيانات كرة القدم.إي يو (الإنجليزية)
- كريستيان ماتا ماتا على موقع Soccerway.com (الإنجليزية)